# 星期漫畫

《星期漫畫週刊》創刊1、2號封面

《星期漫畫週刊》是由臺灣時報文化出版的少年與青年漫畫雜誌，1989年2月22日創刊，1991年5月5日停刊，總共發行了84期。
該雜誌主編為高重黎，編輯為黃健和。草創之初為十六開本、每週發行一期共56頁、黑白印刷，後來隨著各漫畫家的作品陸續登場而增加頁數。至1989年12月第45期起改版，仍維持十六開本，除增加16頁外，書脊印有「SUNDAY COMICS」、期數、年份、留給擁有者簽名的空格等。至1991年元月起再度改版，除改成每月發行一期外，頁數也再增加，直至同年5月停刊為止。

## 創刊源起與經歷
1987年7月15日解嚴之後，漫畫出版送審制度自動失效，日本漫畫盜印業界頓時呈現百家爭出的混亂局面，搶譯、搶稿甚至撞稿的情況比比皆是。靠著盜版漫畫《好小子》起家的東立出版社因對翻譯品質的嚴格要求，當時的出版量約佔75%左右。1988年由於市場競爭白熾化，東立與其餘八家出版業者商議所有的日本漫畫按市場佔有率抽稿分配，東立取得45%的分稿量，其餘55%由八家均分；而市面上依舊充斥著盜版日本漫畫。
時報文化於1985年10月起推出試刊號的《歡樂漫畫》，在市場上歷經3年苦撐經營，不敵其他盜版日本漫畫商，遂於1988年5月宣告休刊。但《歡樂漫畫》捧紅的臺灣本土漫畫家減少了一個舞臺，同年9月著名導演楊德昌（已歿）、編輯高重黎、漫畫家鄭問、曾正忠與麥仁（後改名為麥人杰）五人籌備醞釀5個月後，終於在1989年2月22日推出該本漫畫雜誌。
1989年底，市場上突然出現一本名為《童年快報》的週刊，打破了分稿協議的默契；九家盜版業者再次協商，期刊出版不受分稿協議的約束。不過《童年快報》定價新台幣100元，因消費主力中、小學生負擔不起此價格，每週印刷量僅八、九千本，銷售成績並不好。東立也在此時創辦了《少年快報》週刊，集合了《七龍珠》、《城市獵人》、《七笑拳》、《七小福》、《聖鬥士星矢》、《十項王子》（池上遼一作品，時報文化取得版權後更名為《帝王之子》）等知名暢銷作品，並以新台幣30元的超低價格殺入市場。這本盜版漫畫週刊奇蹟似地暴起，至1990年中的銷售量約13萬冊左右；而1992年更遽增至23萬冊之譜。
反觀力主本土漫畫家創作的《星期漫畫》在1991年1月時從週刊改為月刊，發行了五回後終於不敵盜印日本漫畫週刊的夾攻，於同年5月宣布休刊。在停刊前一年的1990年7月31日，該雜誌曾由敖幼祥、陳弘耀、阿推、曾正忠、任正華、蕭言中、傑利小子等漫畫家和編輯一同組團前往美國參加聖地牙哥國際漫畫展。

## 登場的漫畫家與作品
《星期漫畫》強調國人創作為特色，捧紅了不少漫畫家與作品：
- 鄭問：《阿鼻劍》、《東周英雄傳》
- 麥人杰：《天才超人頑皮鬼》
- 曾正忠：《遲來的決戰》、《張雨生大兵日記》、《無膽狗熊TATAMI》
- 敖幼祥：《黑檸檬》
- 阿推：《超人巴力入》、《強力漢子》
- 傑利小子：《變變俱樂部》
- 林政德：《YOUNG GUNS》
- 張靜美：《叛命歲月》
- 任正華：《修羅海》
- 陳冠君：《火子》、《風中的娜迪亞》、《房東太太的酒》、《森林懦夫》、《槍決》、《鳥巢》、《紅氣球》、《畫室之秋》、《大年夜》、《誰家的狗》（皆為短篇作品）
- 平凡：《夏日午後》
- 陳弘耀：《一刀傳》
- 張友誠
- 洪德麟：《台灣漫畫40年初探》（台灣近代漫畫史）
- 邱若龍：《霧社事件》
- 侯魁罡：《天罡地煞》
- 孫家裕：《新奇劇場》（後來出版單行本時更名成《蔬菜人》）
- 邱若山：《天生好手》

## 內部連結
- 歡樂漫畫
- High漫畫月刊

## 外部連結
- 【懷舊漫畫】曾經燦爛的臺灣本土漫畫週刊「星期漫畫」 （页面存档备份，存于）
- 月鳥齋：在臺灣與漫畫之間 part.2